# Sainte-Colombe-de-Peyre
Sainte-Colombe-de-Peyre là một xã ở tỉnh Lozère trong vùng Occitanie, phía nam nước Pháp.